# Liga Agraria (Rumania)
La Liga Agraria (rumano: Liga Agrară, LA) era un partido político en Rumanía.

## Historia
Nacido de un rompimiento dentro del Partido Popular, la Liga Agraria disputó las elecciones de 1931 como parte de la alianza de Unión Nacional. La alianza ganó 274 asientos, de los cuales la Liga Agraria tomó cuatro.
En las elecciones de 1932, compitió solo, pero recibió solo 0.5% de los votos fallando en lograr un asiento.